# Cladorhiza schistochela
Cladorhiza schistochela är en svampdjursart som beskrevs av Claude Lévi 1993. Cladorhiza schistochela ingår i släktet Cladorhiza och familjen Cladorhizidae.
Artens utbredningsområde är havet kring Nya Kaledonien. Inga underarter finns listade i Catalogue of Life.